# Emma Jørgensenová
Emma Aastrand Jørgensenová (* 30. ledna 1996 Bagsværd) je dánská reprezentantka v rychlostní kanoistice, specialistka na jízdu na kajaku. Je členkou týmu Nybro-Furå Kano- og Kajakklub a jejím trenérem je Zoltán Bakó.
Začala závodit v devíti letech na Lollandu. V roce 2013 se stala dvojnásobnou juniorskou mistryní světa a získala cenu pro objev roku v dánském sportu. V roce 2014 vyhrála spolu s Henriette Engel Hansenovou na mistrovství světa v rychlostní kanoistice závod deblkajaků na 1000 m. O rok později jí byla udělena World Paddle Awards v juniorské kategorii. Na Letních olympijských hrách 2016 získala stříbrnou medaili na pětisetmetrové trati a startovala také na čtyřkajaku, kde obsadila šesté místo. Na Mistrovství světa v rychlostní kanoistice 2017 byla druhá v závodě na 200 metrů a třetí na 500 metrů. Zúčastnila se Evropských her 2019, kde vyhrála K1 200 m a byla třetí na K1 500 m. Na tokijské olympiádě byla třetí v individuálních závodech na 200 m i 500 m a s čtyřkajakem skončila na osmém místě. Byla vlajkonoškou dánské výpravy při závěrečném ceremoniálu olympiády.
Vyhrála světový šampionát v Kodani v roce 2021 na 200 metrů. Téhož roku se stala mistryní Evropy na 200 metrů i 500 metrů, v roce 2022 obhájila evropský titul na K1 200 m a byla třetí na 500 m. Na Evropských hrách 2023 získala zlaté medaile v K1 200 m a K1 500 m, byla druhá v K2 500 m žen i K2 200 m smíšených dvojic. Na MS 2023 zvítězila s Frederikke Matthiesenovou na 500 metrů a byla druhá v individuálním závodě na 500 metrů.